# Saint-Hilaire-de-la-Noaille
 Saint-Hilaire-de-la-Noaille  es una población y comuna francesa, situada en la región de Aquitania, departamento de Gironda, en el distrito de Langon y cantón de Réole.
Forma parte de la Via Lemovicensis del Camino de Santiago.

## Demografía
| 329 | 316 | 296 | 271 | 291 | 305 |
| Para los censos de 1962 a 1999 la población legal corresponde a la población sin duplicidades (Fuente: INSEE [Consultar]) |     |     |     |     |     |